# Strip Me (singolo)
Strip Me è il secondo singolo estratto dall'omonimo album della cantante inglese Natasha Bedingfield, pubblicato il 21 settembre 2010.

## Classifiche
| Classifica              | Posizione |
| ----------------------- | --------- |
| Canada                  | 65        |
| Stati Uniti             | 91        |
| Stati Uniti (adult pop) | 23        |